# Dzong de Gyantsé
Le dzong de Gyantsé est une forteresse située sur une éminence – le mont Dzongri – dans la partie sud la ville de Gyantsé dans la région autonome du Tibet. Cette forteresse gardait au sud l'accès à la ville par le Yarlung Zangbo et par la route de Lhassa. La ville était entourée d'une muraille de 3 km de long.

## Histoire
Le dzong de Gyantsé avait remplacé, vers 1365, un château édifié à l'époque des rois de Yarlung. Ce château englobait l'ensemble de la ville entre ses murailles. Un grand temple (tsglag khang) devait être établi à proximité en 1390.
La ville est appelée la « ville héroïque » car en 1904, 500 soldats tibétains tinrent le fort plusieurs jours durant avant d'être défaits par les forces britanniques du corps expéditionnaire conduit par Younghusband. Auparavant, la forteresse avait eu à subir les assauts des envahisseurs népalais.
Pendant la révolution culturelle, le fort fut mis à sac par les gardes rouges, les objets précieux furent détruits ou envoyés en dehors de la région autonome du Tibet.

## Restauration
Aujourd’hui, malgré ses ruines, le dzong de Gyantsé est la forteresse la mieux conservée du Tibet. Deux parties ont été restaurées, dont une chapelle ornée de peintures murales et de statues bouddhistes et un bâtiment abritant un « musée anti-impérialisme britannique », qui donne la version officielle de l'incursion britannique de 1904,.
À l'intérieur de la forteresse, se trouve un petit temple qui a été rénové récemment, il est dédié au Bouddha Sakyamuni et comporte des fresques en mauvais état, dont une peinture d'Avalokiteshvara.

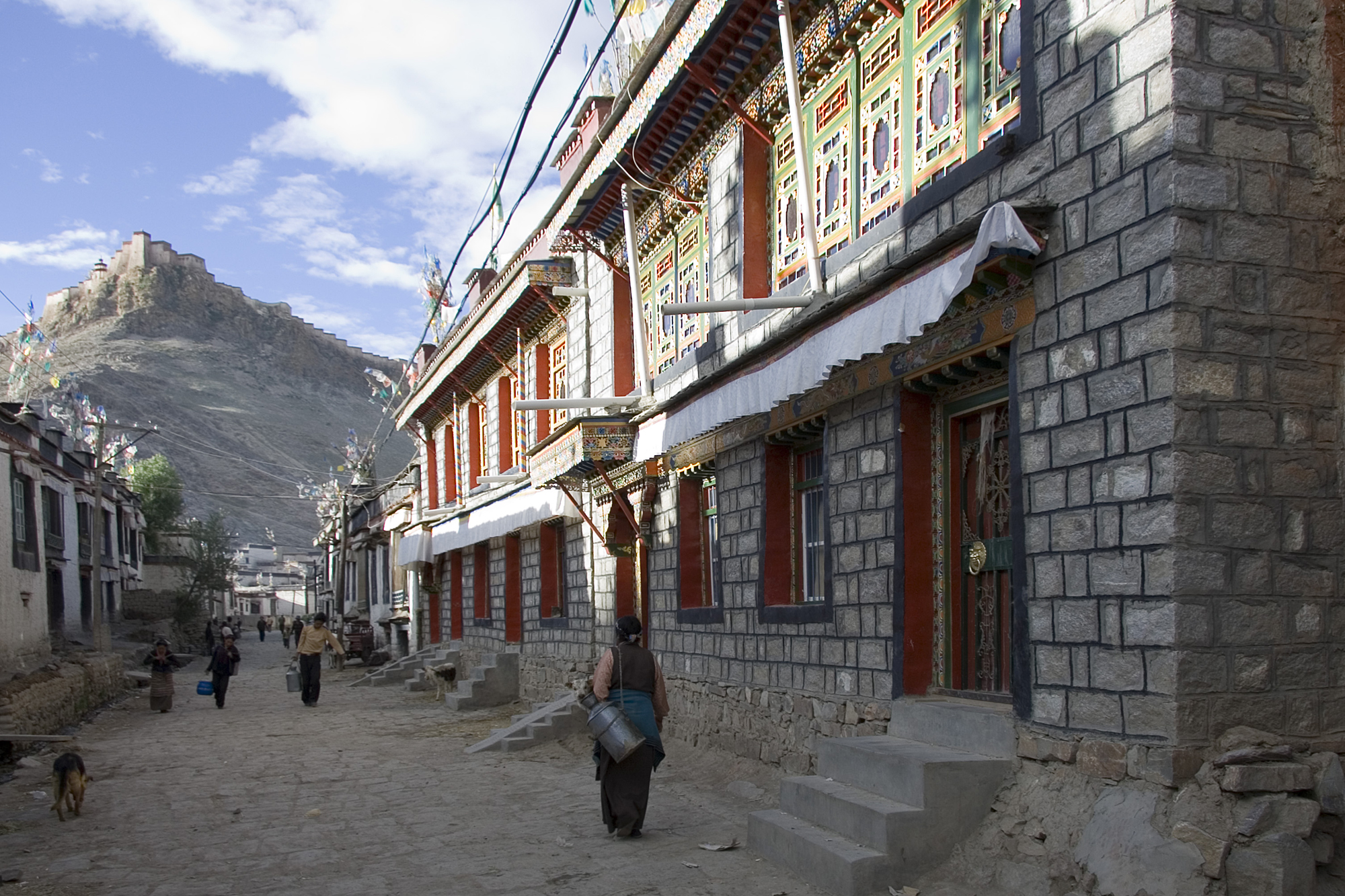
Un rue de Gyantsé et le dzong au loin en 1993.
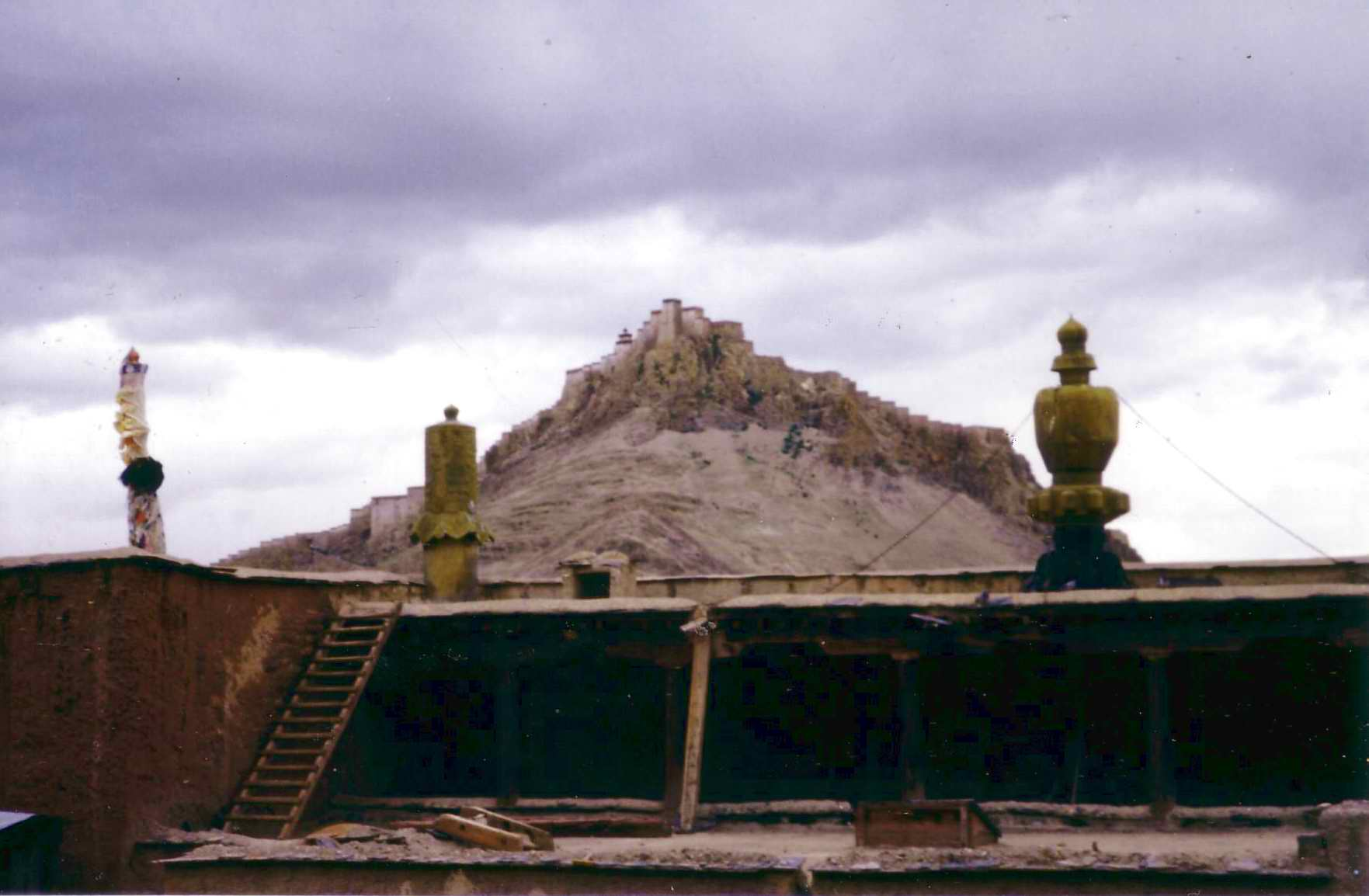
Le dzong vu du toit du kumbum en 1993.
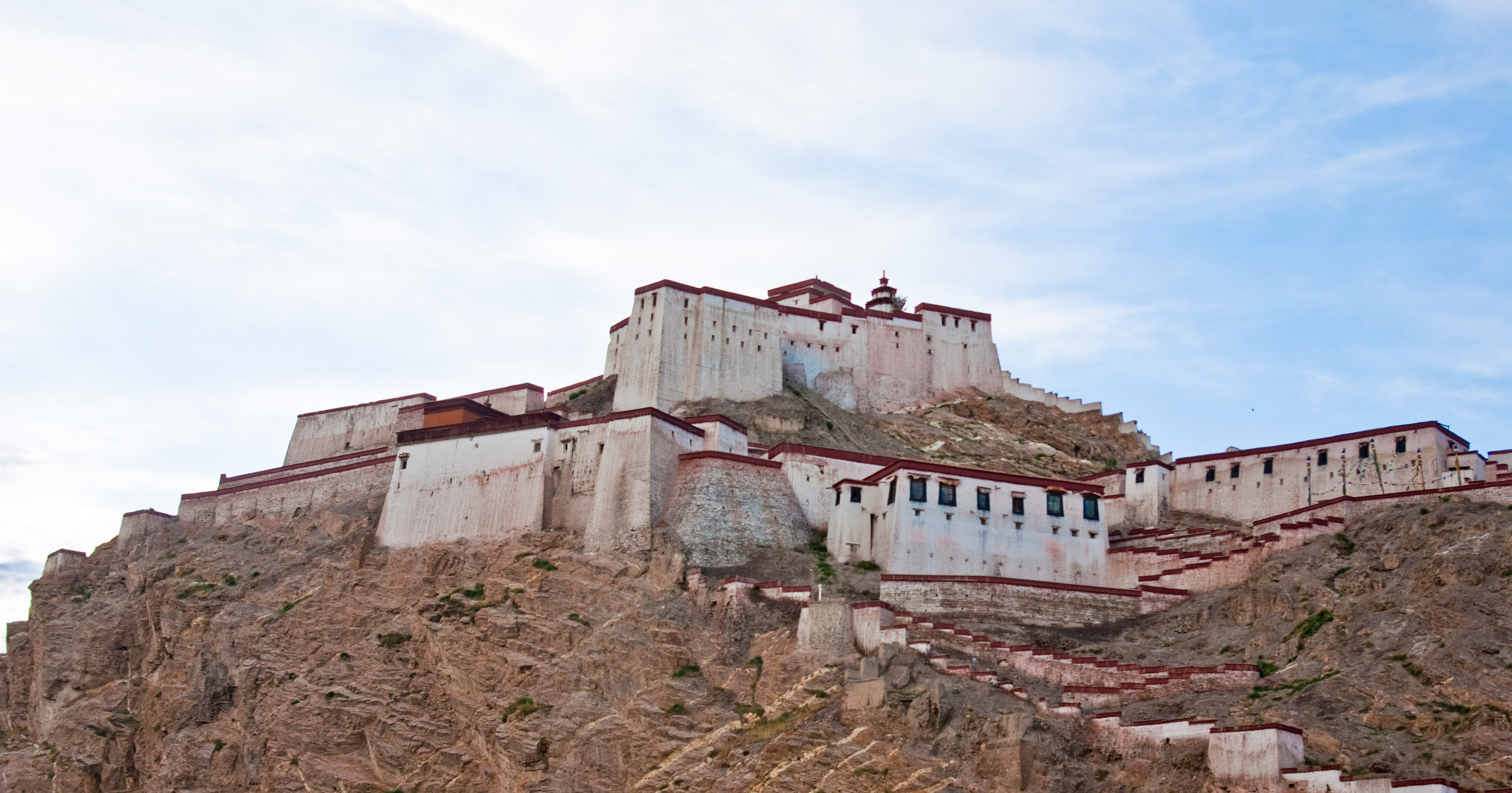
Le dzong en 2006.
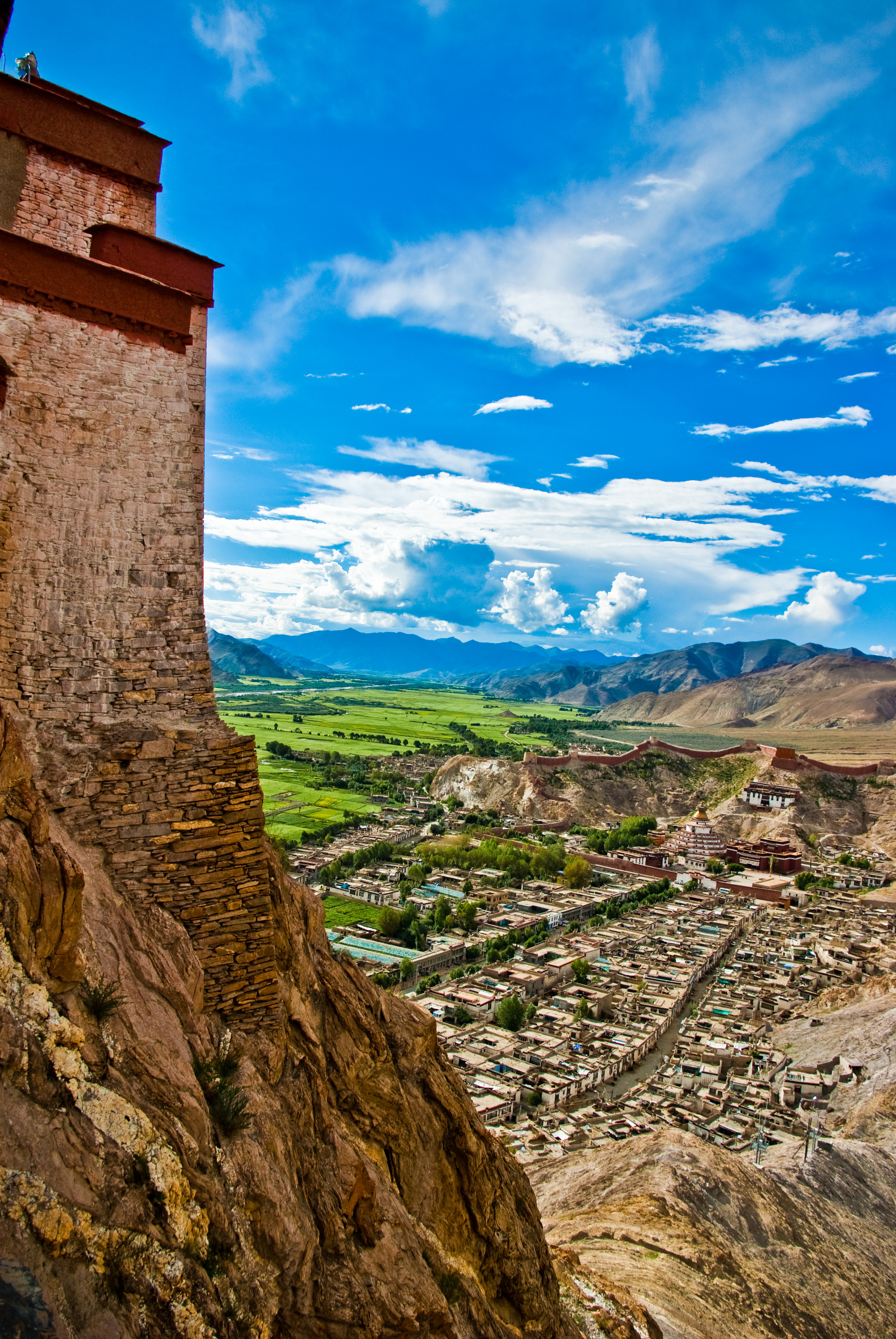
La ville vue depuis le dzong.
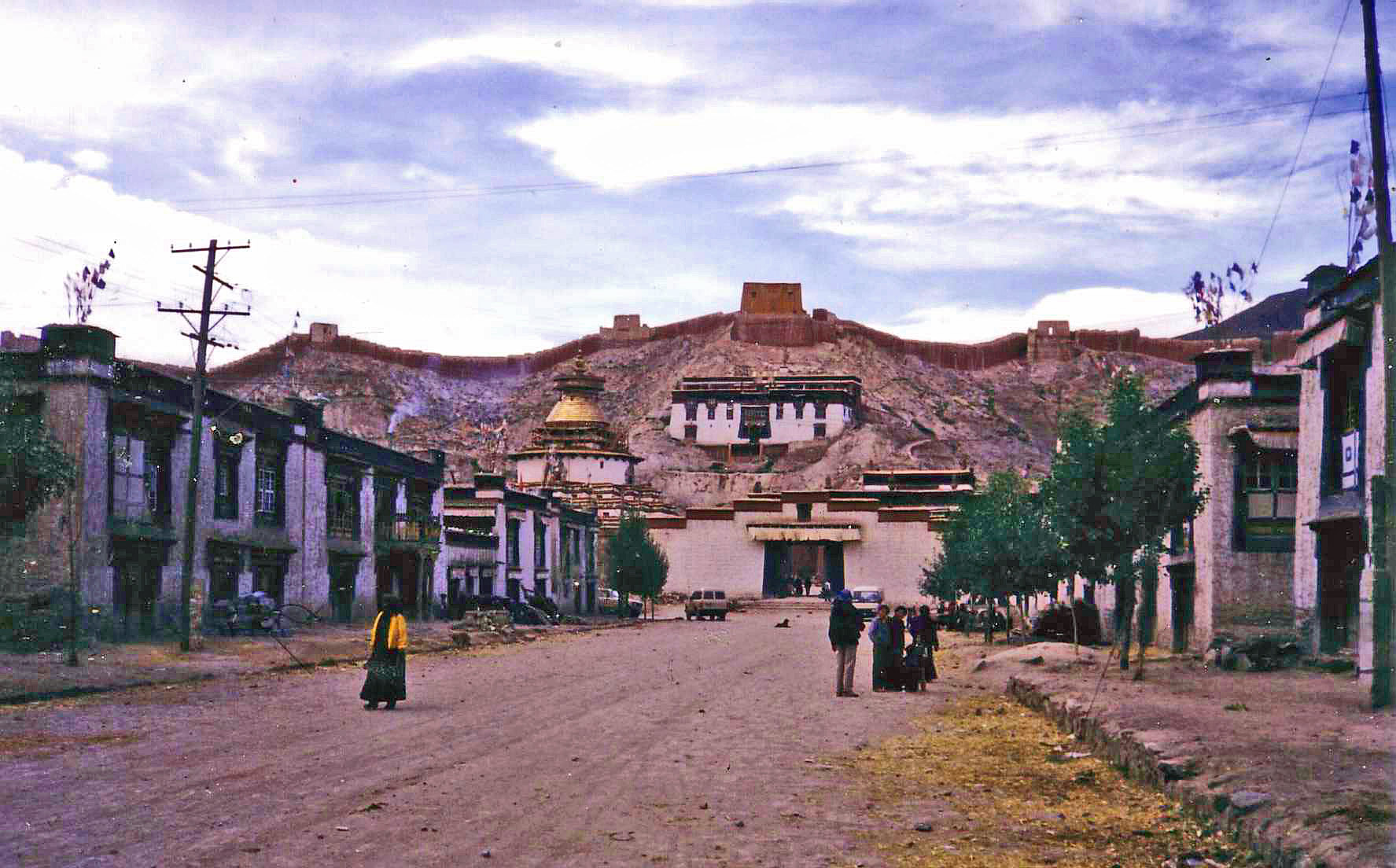
Le monastère à l'arrière-plan, en haut de la colline.